# NGC 6781
NGC 6781 è una piccola nebulosa planetaria nella costellazione dell'Aquila.
Si trova in un ricco campo stellare nella Via Lattea; in uno strumento di 150mm si presenta come un disco molto compatto privo di dettagli significativi, eccetto una leggerissima macchia oscura che dal centro si estende verso il nord dell'oggetto: a volte può dare l'impressione di somigliare vagamente alla famosa Nebulosa Civetta nell'Orsa Maggiore. La stella centrale è di quindicesima magnitudine; la sua distanza è incerta.